# Улицы Махачкалы
По состоянию на 2012 год в Махачкале насчитывалось 892 улицы, 5 площадей, 6 проспектов, 19 переулков, 2 шоссе, 1 бульвар. Иногда в число улиц Махачкалы включаются улицы посёлков Альбурикент, Кяхулай и Тарки, не имеющих четкой границы с городом.

## История
В предшественнике Махачкалы городе Порт-Петровск было только 4 улицы — Барятинская (ныне Буйнакского); Привольная (ныне Даниялова); Соборная (ныне Оскара) и Инженерная (ныне Проспект Расула Гамзатова). 
В 1904 году в городе насчитывалось уже 16 улиц (Набережная, Армянская, Базарная, Садовая, Соборная, Почтовая, Персидская, Степная, Барятинская, Миллионная, Грязная, Подгорная, Нагорная, Провиантская, Тюремная и Маячная) и несколько переулков (Косой, Глухой, Безымянный и тд.).
Генеральные планы застройки города были разработаны в 1931, 1938, 1961 и 1973 годах.

## Улично-дорожная сеть
Город в основной своей массе имеет прямоугольную сетку улиц: одни протянулись параллельно берегу моря, другие — перпендикулярно ему. Нумерация домов ведется на параллельных улицах с северо-запада на юго-восток (за исключением улиц в микрорайоне Сепараторный поселок — нумерация от горы Тарки-тау), перпендикулярных — от берега моря (за исключением улиц в микрорайоне 5-й поселок).

Основными магистралями города являются проспекты: имама Шамиля, Акушинского, Гамидова, Гамзатова, Амет-Хана Султана, Петра I, а также улицы: Ярагского, Магомедтагирова, Гаджиева, Гагарина, Орджоникидзе, Коркмасова, Дахадаева.

## Переименования улиц
Махачкала «пережила» пять волн массового переименования улиц:
1. 1921—1923 гг. — переименования практически всех улиц города в честь революционных деятелей и символов советской власти;
2. 1964 год — в связи с 45 летием ДАССР
3. 1967 год — в память о 50-летии Октябрьской Социалистической Революции переименовано около 15 улиц в честь дагестанских революционеров;
4. 1974 год — в связи с 55 летием ДАССР
5. 1997 год — переименованы центральные магистрали города.

## Интересные факты
- Из-за не продуманной политики наименования и переименования улиц, в городе имеются несколько одноименных улиц. Так существуют две улицы Атаева, три — Алиева, две — Юсупа Акаева, три — Гаджиева, две — Сулейманова, четыре — Далгат и тд.
- улица Шевченко де-факто является частью улицы Гамзата Цадаса, на ней установлены соответствующие аншлаги и продолжена нумерация.
- часть юридически переименованных улиц, так и не были фактически переименованы, и решения остались на бумаге. Не были «приняты» переименования улиц Донской в Аскар-Сарыджи, Хасавюртовской в Гражданкина, Николаева в Спокинскую, Зелёной в Коркмасова (хотя примечательно, что на момент на именования она уже называлась Лалаянца).
- на многих картах города улица Достоевского подписана как улица Аскар Сарыджи, ошибка «кочует» с карты на карту уже многие годы. На самом деле улицей Аскар Сарыджи «юридически» с 1983 по 2000 г. называлась соседняя улица Абакарова (ранее Донская).